# Bederkesaer See
Der Bederkesaer See ist ein Moorsee in Nord-Niedersachsen mit einer durchschnittlichen Tiefe von 1,10 m und rund 215 Hektar Fläche, von der ein Fünftel im östlichen Teil, durch eine Bojenkette gekennzeichnet, unter Naturschutz steht.  

## Beschreibung
Der See liegt in der Nähe von Bad Bederkesa und Ankelohe am Fuß des rund 30 m hohen Bederkesaer Geestrückens. Durch die geringe Tiefe neigt der See zur Verlandung. Am See findet man zahlreiche Vögel, darunter Haubentaucher, Lachmöwen, Reiher und Teichrohrsänger. In der Nähe des Sees findet man auch einen alten sächsischen Ringwall.
Der nahegelegene Holzurburger Wald und der Rundweg um den See sind eine gute Wandermöglichkeit.
Der See ist als Angelrevier sehr beliebt, da er reich an Aal, Barsch, Brasse, Hecht, Karpfen, Rotfeder, Rotauge, Schlei, Weißfisch und Zander ist. Das Bootsangeln von unmotorisierten Wasserfahrzeugen sowie das Nachtangeln ist erlaubt. Herausgegeben werden die Fischereierlaubnisscheine vom Anglerverband Niedersachsen e. V.  über den Anbieter Hejfish.

## Bildergalerie

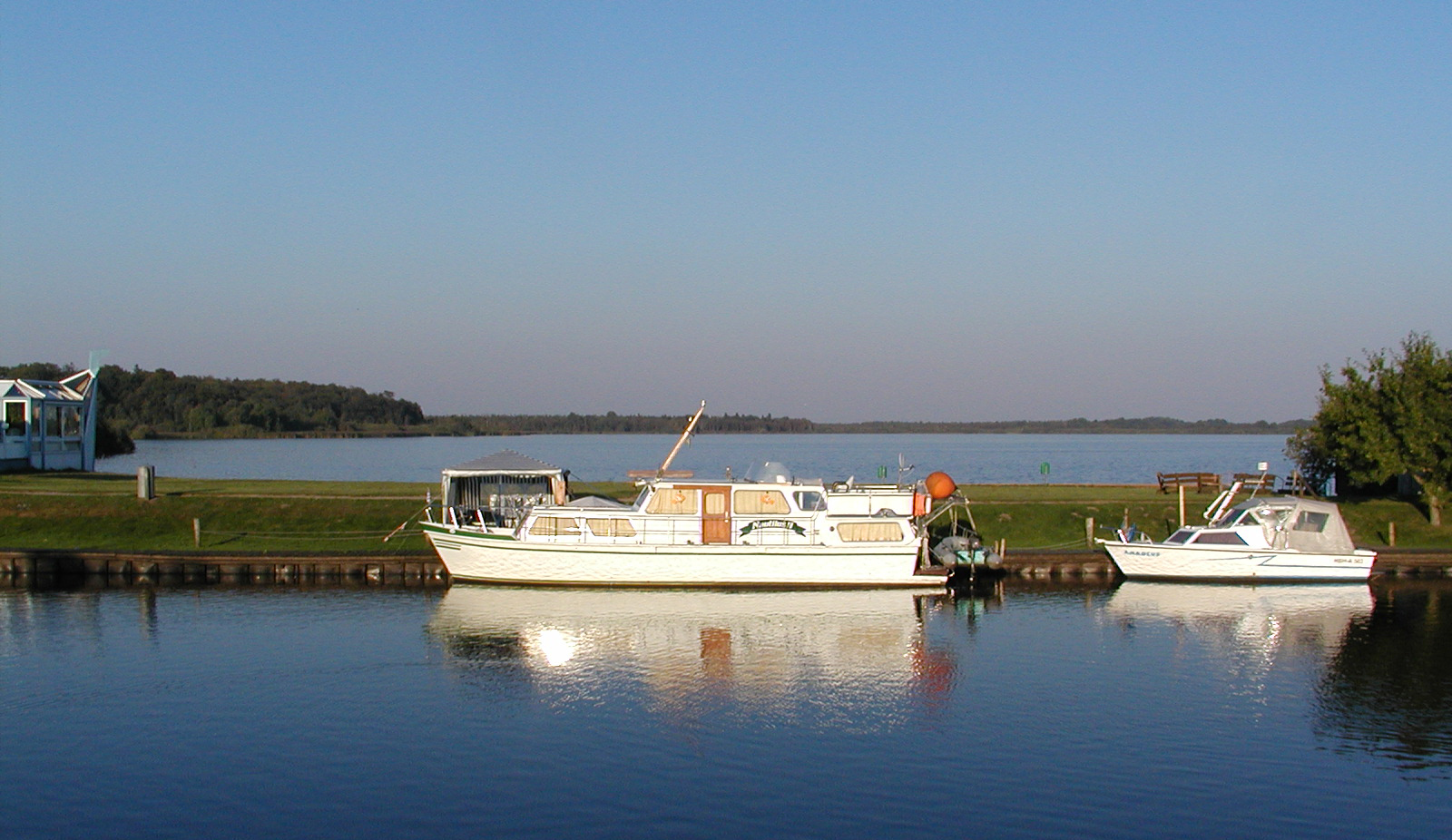
Der See und der Hadelner Kanal
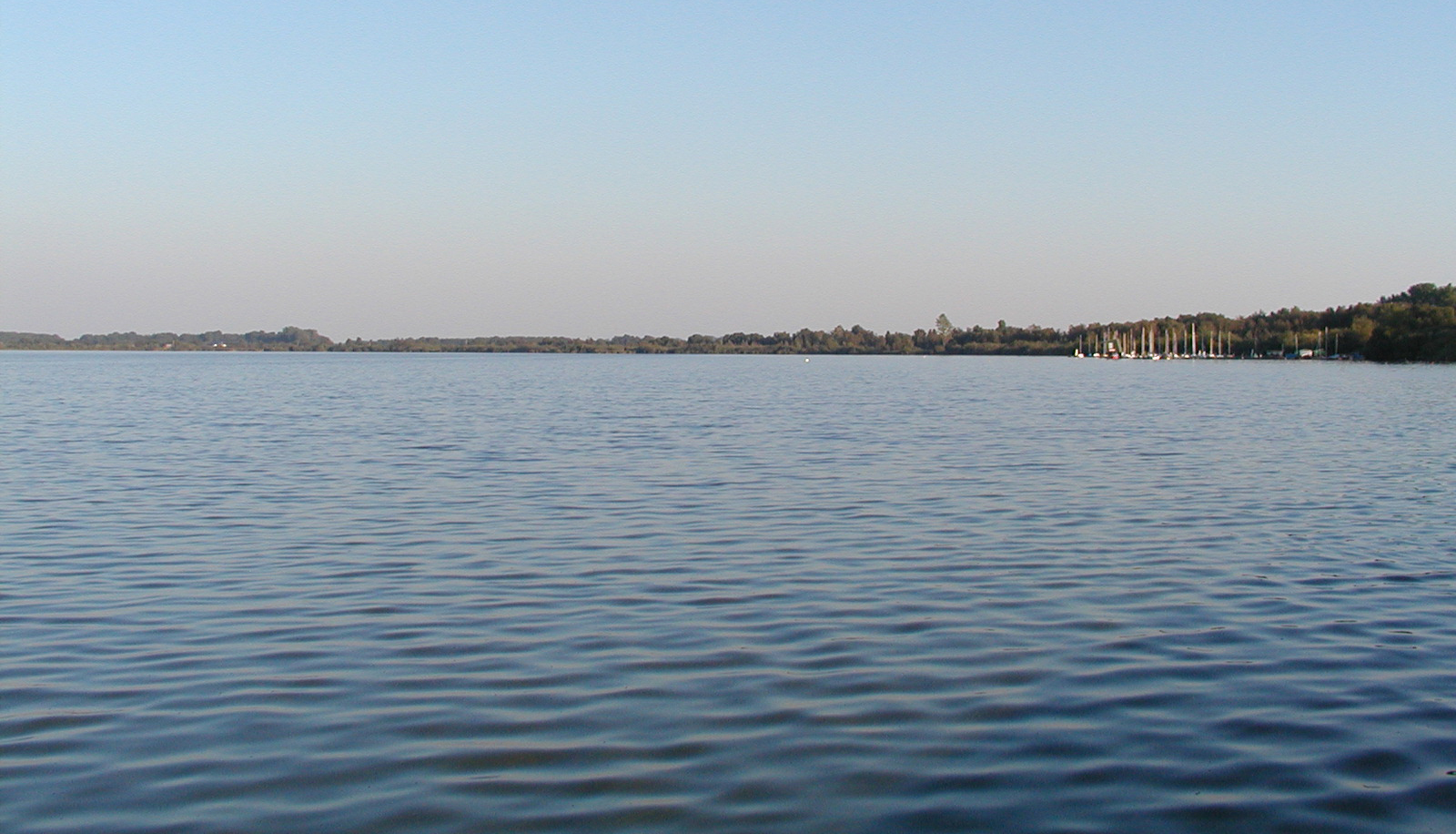
Die große weite Wasserfläche des Sees
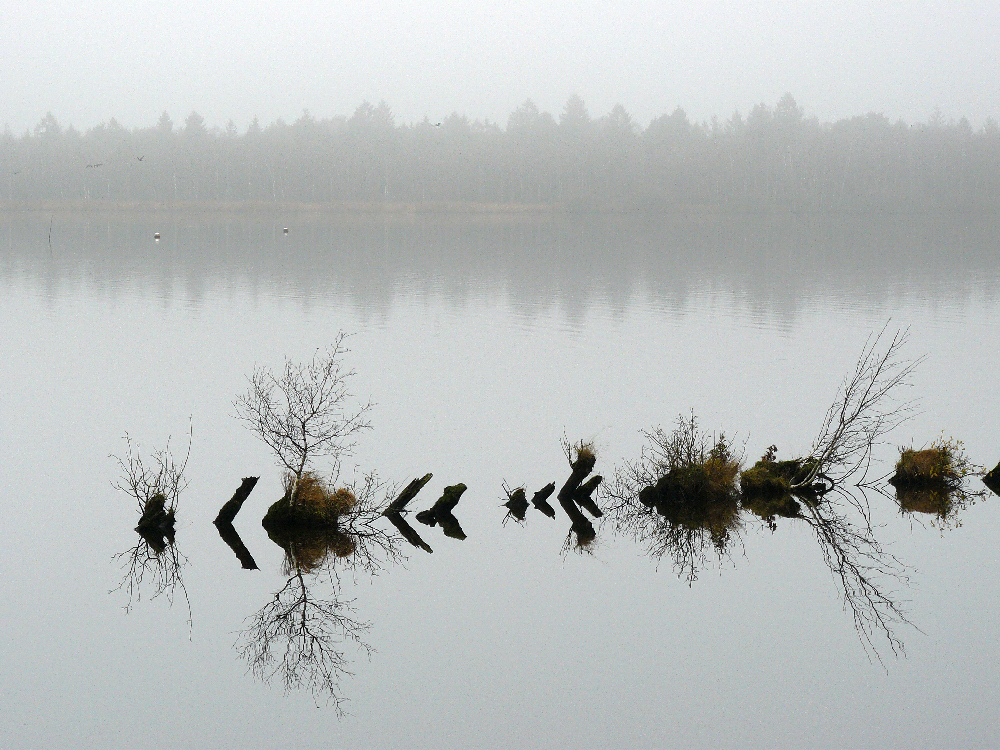
Herbstliche Nebel am Rand des Naturschutzgebietes Holzurburg